# Richard Curtis
Richard Whalley Anthony Curtis,OBE (n. 8 noiembrie 1956, Wellington, Noua Zeelandă) este un scenarist, producător, actor și regizor, cunoscut pentru filmele de comedie romantică Patru nunți și o înmormântare, Jurnalul lui Bridget Jones, Notting Hill, și Pur și simplu dragoste, dar și pentru sitcomurile Blackadder, Mr. Bean și Vicarul de Dibley. Este fondator al fundației de caritate Comic Relief. La Oxford l-a întâlnit pe Rowan Atkinson, cu care a colaborat în mai multe seriale.

## Filmografie

### Filme
- The Tall Guy (1989) (scenarist)
- Four Weddings and a Funeral (1994) (scenarist/Co-Producător executiv)
- Bean (1997) (scenarist/Producător executiv)
- Notting Hill (1999) (scenarist/Producer)
- Bridget Jones's Diary (2001) (scenarist)
- Pur și simplu dragoste (Love Actually) (2003) (regizor/scenarist)
- Bridget Jones: The Edge of Reason (2004) (scenarist)
- Sixty Six (2006) (Producător executiv)
- Vacanța lui Mr. Bean (2007) (Producător executiv)
- The Boat That Rocked (2009) (regizor/scenarist/Producer) (cu titlul Pirate Radio in SUA)
- War Horse (2011) (scenarist)

### Televiziune
- Not the Nine O'Clock News (1979–82) (scenarist)
- Blackadder (scenarist)
- Spitting Image (1984–85) (scenarist)
- Bernard and the Genie (1991) (scenarist)
- Mr. Bean (1990–1995) (scenarist)
- The Vicar of Dibley (1994–2007) (scenarist/Co-Producător executiv)
- Robbie the Reindeer (scenarist)
- The Girl in the Café (2005)  (scenarist/Producător executiv)
- Casualty  (2007) (scenarist - 1 episod)
- The No. 1 Ladies' Detective Agency (2008) (scenarist/Producător executiv)
- Doctor Who  (2010) (scenarist - 1 episod: Vincent și doctorul)